# Альмендингер, Карл
Карл Альмендингер (нем. Karl Allmendinger; 3 февраля 1891 — 2 октября 1965) — немецкий офицер, участник Первой и Второй мировых войн, генерал пехоты, кавалер Рыцарского креста с Дубовыми листьями.

## Начало военной карьеры
В октябре 1910 года поступил на военную службу, фанен-юнкером (кандидат в офицеры), в фузилерский полк. С января 1913 — лейтенант.

## Первая мировая война
Командовал ротой. С апреля 1916 — старший лейтенант. За время войны награждён Железными крестами обеих степеней и ещё тремя орденами. Был ранен.

## Между мировыми войнами
Продолжил службу в рейхсвере. К началу Второй мировой войны — начальник отдела штаба сухопутных сил, полковник.

## Вторая мировая война
С октября 1939 — начальник штаба 5-го армейского корпуса.
В мае-июне 1940 года участвовал во Французской кампании. Награждён планками к Железным крестам обеих степеней (повторное награждение).
С августа 1940 — генерал-майор. С 25 октября 1940 — командир 5-й пехотной дивизии.
С 22 июня 1941 года — участвовал в Великой Отечественной войне. Бои в Белоруссии. В июле 1941 года награждён Рыцарским крестом (№ 365). Затем бои на Московском направлении.
С августа 1942 — генерал-лейтенант. В декабре 1942 — награждён Дубовыми листьями к Рыцарскому кресту.
В январе-июне 1943 года — преподаватель на курсах подготовки командиров дивизий (в Берлине). С апреля 1943 — в звании генерал пехоты. С июля 1943 — командующий 5-м армейским корпусом (на Кавказе).
С мая 1944 года — вместо снятого А. Гитлером 1 мая Эрвина Йенеке командующий 17-й армией, которая неудачно обороняла Крым и откатилась к Севастополю. 10 мая эвакуировался морем вместе со штабом на шнельботе. С 25 июля 1944 — в командном резерве.
16 мая 1945 года — взят в плен американцами (отпущен на свободу в декабре 1947).

## Награды
- Железный крест (1914) 2-го и 1-го класса (Королевство Пруссия)
- Нагрудный знак «За ранение» (1918) чёрный
- Почётный крест Первой мировой войны 1914/1918 с мечами
- Пряжка к Железному кресту 2-го класса (20 сентября 1939)
- Пряжка к Железному кресту 1-го класса (21 мая 1940)
- Рыцарский крест Железного креста с дубовыми листьями
  - рыцарский крест (17 июля 1941)
  - дубовые листья (№ 153) (13 декабря 1942)
- Медаль «За зимнюю кампанию на Востоке 1941/42»
- Орден Креста Свободы 1-го класса с мечами (29 марта 1943) (Финляндия)
- Орден Михая Храброго 3-го класса (12 июля 1944) (Королевство Румыния)